# Bill Pearl
William Arnold "Bill" Pearl (ur. 31 października 1930 w Prineville, zm. 14 września 2022 w Phoenix) – amerykański kulturysta, nazywany najlepiej zbudowanym człowiekiem wieku na świecie (World's Best-Built Man of the Century), autor książek na temat kulturystyki i trener.

## Osiągnięcia w kulturystyce
- 1952 – Mr. San Diego, 3. miejsce (San Diego, Kalifornia)
- 1952 – Mr. Oceanside (Oceanside (Kalifornia))
- 1953 – Mr. Południowej Kalifornii (Los Angeles, Kalifornia)
- 1953 – Mr. Kalifornii (Los Angeles, Kalifornia)
- 1953 – A.A.U., Mr. America (Indianapolis, Indiana)
- 1953 – N.A.B.B.A., Mr. Universe Amateur (Londyn, Anglia)
- 1956 – Mr. U.S.A., Professional (Los Angeles, Kalifornia)
- 1956 – N.A.B.B.A., Mr. Universe, Professional, Tall Man's Class (Londyn, Anglia)
- 1961 – N.A.B.B.A., Mr. Universe, Professional (Londyn, Anglia)
- 1967 – N.A.B.B.A., Mr. Universe, Professional (Londyn, Anglia)
- 1971 – N.A.B.B.A., Mr. Universe, Professional (Londyn, Anglia)
- 1974 – W.B.B.A., World's Best-Built Man of the Century (Nowy Jork, Nowy Jork (stan))
- 1978 – W.B.B.A., Hall of Fame (Nowy Jork, Nowy Jork (stan))
- 1978 – Elected the I.F.B.B. National Chairman of the Professional Physique Judges Committee (Acapulco, Meksyk)
- 1988 – Pioneers of Fitness Hall of Fame
- 1992 – Gold's Gym Hall of Fame
- 1994 – Guest of Honor of the Association of Oldetime Barbell & Strongmen 12th Annual Reunion
- 1994 – The Joe Weider Hall of Fame
- 1995 – A.A.U. Lifetime Achievement Award
- 1995 – Oscar Heidenstam Foundation Hall of Fame
- 1996 – American Powerlifters Federation Hall of Fame
- 1997 – ICA S&F Man of the Year
- 1999 – IFBB Hall of Fame Inductee[8]
- 2000 – Spirit of Muscle Beach Award
- 2001 – World Gym Lifetime Achievement Award
- 2001 – Society of Weight-Training Injury Specialists Lifetime Achievement Award
- 2002 – Canadian Fitness Award for 60+ Years of Inspiration to the Industry
- 2002 – National Fitness Trade Journal Lifetime Achievement Award
- 2003 – Iron Man magazine Peary & Mabel Radar Lifetime Achievement Award
- 2004 – Arnold Schwarzenegger Lifetime Achievement Award
- 2006 – PDI Night of Champions Lifetime Achievement Award[9][10]

## Wymiary startowe
- wzrost – 177 cm
- waga pozastartowa – 110 kg
- waga startowa – 91 kg

## Filmografia
- 1962: The New Steve Allen Show w roli samego siebie
- 1962: Voodoo Swamp jako Zombie
- 1980: The Comeback w roli samego siebie
- 1991: Sam i ja (Sam & Me) jako żałobnik
- Pearls of Wisdom – Bill Pearl a Bodybuilding Legend (DVD, 150 minut)[11]
- Bill Pearl & Dave Draper Seminar (DVD, 75 minut)[12]

## Książki
- Beyond the Universe – The Bill Pearl Story
- Getting in Shape: 32 Workout Programs for Lifelong Fitness
- Getting Back in Shape: 32 Workout Programs for Lifelong Fitness
- Getting Stronger: Weight Training dla mężczyzny i kobiety
- Getting Stronger: Weight Training dla mężczyzny i kobiety (wznowiona edycja)
- Keys to the INNER Universe